# Port de Boma
Le port de Boma est un port fluvial de la République démocratique du Congo. Il est situé dans la ville de Boma, sur la rive droite du fleuve Congo.